# Angereicherte Backus-Naur-Form
Die angereicherte Backus-Naur-Form (ABNF, englisch augmented BNF) ist eine Variante der Backus-Naur-Form-Metasprache zur Beschreibung von Syntax-Notationen. Sie wurde ursprünglich als RFC 2234 zur eindeutigen Spezifikation von RFC-Internet-Standards der IETF entwickelt und eignet sich zur syntaktischen Festlegung von technischen Sprachen und Protokollen.

## Entstehung
Während der Entstehung der RFC-Standards entstand die Notwendigkeit, die benötigten Syntaxbeschreibungen durch eine standardisierte BNF-Variante darzustellen. Der Standard RFC 2234 vereinheitlichte die leicht abweichenden Varianten in den bisher erschienenen RFC-Standards. Neuere RFC-Standards brauchten nun keine Definition der verwendeten Metasprache mehr zu enthalten. Stattdessen reichte ein Verweis auf RFC 2234 aus.
Das Dokument enthält eine Selbstdefinition der ABNF-Syntax. Darin wird ABNF mithilfe der ABNF-Notation ausgedrückt.

### Nachfolgeversionen
Später lösten die korrigierten Ausgaben RFC 4234, RFC 5234 und RFC 7405 die erste Version ab.

## Eigenschaften
Die ABNF-Notation baut auf der BNF auf, die auch hier geltenden Grundlagen der BNF können dort entnommen werden.
Die Erweiterungen zur BNF bestehen aus einer modifizierten Namensgebung von Regeln, Wiederholungen, Alternativen, Wertebereichen und einem Satz vordefinierter Basisregeln. Sie erlauben eine komfortablere und ausdrucksstärkere Formulierung der zu beschreibenden Strukturen. Der Schwerpunkt der Ausdrucksmittel ist für die Definition von Zeichenketten gedacht. Es wurden bewusst Mechanismen definiert, die eine bestimmte Kodierung voraussetzen (z. B. ASCII). Werden z. B. Zeichencodes oder Bereiche verwendet, so sind diese Definitionen abhängig von der ursprünglich zugrunde gelegten Zeichenkodierung, und müssen in der Regel für andere Zeichenkodierungen angepasst werden.

### Kommentare
Ein Semikolon (;) leitet den Kommentar ein. Der Kommentartext folgt und reicht bis zum nächsten Zeilenende (Zeilenkommentar). Mehrzeilige Kommentare erfordern ein Semikolon je Zeile.

### Terminalsymbole
Terminalsymbole sind die Werte, aus denen die Regeldefinitionen letztlich aufgebaut sind.
Zu den Terminalsymbolen gehören:
- wörtliche Zeichenketten ohne Unterscheidung zwischen Groß- und Kleinschreibung. Sie werden in doppelte Anführungszeichen " gesetzt. Sie können auch explizit mit dem Präfix %i gekennzeichnet werden. Wird das Anführungszeichen in der Zeichenkette benötigt, so muss die Zeichenkette mit einem Zeichencode für das Anführungszeichen als Sequenz ausgedrückt werden. Beispiel: "PROGRAM"
- wörtliche Zeichenketten, bei denen Groß- und Kleinschreibung beachtet werden muss. Sie werden durch das Präfix %s gekennzeichnet. Beispiel: %s"GROSSklein"
- Zeichencodes, dargestellt in einer von drei Basen:
  - Dezimal: das Präfix %d kennzeichnet die Verwendung des Dezimalsystems. Beispiel: %d13 für das Zeichen mit dem Codewert 13 (das ist im ASCII das Zeichen Carriage Return, kurz CR)
  - Hexadezimal: das Präfix %x kennzeichnet die Verwendung des Hexadezimalsystems. Beispiel: %x0d für das Zeichen mit dem Codewert 13.
  - Binär: das Präfix %b kennzeichnet die Verwendung des Binärsystems. Beispiel: %b00001101 für das Zeichen mit dem Codewert 13.
- Sequenzen (oder Ketten) von Zeichencodes: Sie bestehen aus einem Zeichencode und beliebig vielen Anhängen für Folgezeichen bestehend jeweils aus Punkt . und einer Zahl ohne %-Präfix. Sequenzen waren vor der Einführung der %s-Zeichenketten die einzige Möglichkeit, Zeichenketten mit festgelegter Groß- und Kleinschreibung anzugeben. Beispiel: %d13.10 für die Zeichenfolge Wagenrücklauf (englisch CR) und Zeilenvorschub (englisch LF) im ASCII.

### Namensregeln
Namen für Definitionen dürfen die Zeichen A–Z, a–z, 0–9 und das Minuszeichen - enthalten, wobei das erste Zeichen ein Buchstabe sein muss.
Im Vergleich zur BNF sind keine spitzen Klammern < > um Namen notwendig; sie sind jedoch aus Kompatibilitätsgründen möglich.
Die Definition einer Regel beginnt mit dem Namen und einem Gleichzeichen =. Sie wird solange fortgesetzt, bis keine Folgezeile mehr mit erweiterter Einrückung angetroffen wird.
```
  
Regel1
 
=
 
Regelbestandteil1

    
Regelbestandteil2

    
Regelbestandteil3

  
Regel2
 
=
 
…

```

Eine Ausnahme betrifft die inkrementelle Alternative (siehe unten). Sie erweitert eine schon vorhandene Definition.

### Bereiche
Bereiche stellen eine Menge von Zeichen dar, deren Codewerte in dem angegebenen Bereich liegen. Sie sind eine spezielle Form von Alternativen. Der Bereich wird durch die Codewerte an den Grenzen des Bereichs gebildet. Beide Werte sind mit einem Minuszeichen - verbunden, das Präfix für das verwendete Zahlensystem ist nur bei der ersten Zahl angegeben.
Zum Beispiel wird hiermit der Bereich der hexadezimalen Zeichenkodes 0x30 bis 0x39 (oder dezimal 48 bis 57) festgelegt. Dies entspricht im gebräuchlichen Zeichenkode ASCII den Ziffern '0', '1' usw. bis '9':
```
         
Ziffer
      
=
  
%x30
–
39

```

entspricht der Alternative
```
         
Ziffer
      
=
  
"0"
 
/
 
"1"
 
/
 
"2"
 
/
 
"3"
 
/
 
"4"
 
/
 
"5"
 
/
 
"6"
 
/
 
"7"
 
/
 
"8"
 
/
 
"9"

```

### Wiederholungen
Angaben zu Wiederholungen werden vor den Ausdruck gesetzt und können ein Minimum und/oder ein Maximum der Vorkommen enthalten. Die explizite Form ist <Minimum>*<Maximum>, wobei ein fehlendes Minimum als 0 (nicht vorhanden) und ein fehlendes Maximum als Unendlich (unbegrenztes Vorkommen) genommen wird. Eine exakte Anzahl von n Wiederholungen wird durch die einzelne Zahl n ausgedrückt.
```
  
beliebighaeufig
    
=
 
*
meinWert

  
genau-dreimal
      
=
 
3
allergutenDinge

  
mindestens-zweimal
 
=
 
2*
abzweidabei

  
hoechstens-drei
    
=
 
*3
Versuchefrei

  
ein-bis-zwei
       
=
 
1*2
Vornamen

```

### Gruppen
Gruppen dienen der eindeutigen Vorrangdefinition bei zusammengesetzten Ausdrücken und werden durch runde Klammern ( und ) gebildet.
```
  
Ausdruck1
          
=
 
(
To
 
be
)
 
/
 
(
not
 
to
 
be
)

  
Ausdruck2
          
=
  
To
 
(
be
 
/
 
not
)
 
to
 
be

```

Das erste Beispiel bildet die Alternativen „To be“ und „not to be“.
Im zweiten Beispiel wird eine Sequenz gebildet aus „To“, dann entweder „be“ oder „not“, und dann „to be“, also „To be to be“ oder „To not to be“.

### Sequenzen
Bei Sequenzen werden alle aufgereihten Ausdrücke genau so erwartet wie angegeben.
Sequenzen werden einfach durch Aneinanderreihung von Ausdrücken (getrennt mit Leerraum) gebildet.
```
  
Sequenz
            
=
 
Eins
 
nach
 
dem
 
Anderen

```

### Optionale Sequenzen
Optionale Sequenzen können einmal vorhanden sein, müssen es aber nicht.
Sie werden durch eckige Klammern [ und ] gebildet.
Die folgenden Idiome sind gleichwertig:
```
[
optionalerAusdruck
]

*1
optionalerAusdruck

0*1
optionalerAusdruck

```

### Alternativen
Bei Alternativen kann nur genau eine der aufgeführten Varianten vorhanden sein.
Alternativen werden mit Solidus bzw. Schrägstrich / getrennt aufgelistet.
```
  
Auswahl
            
=
 
Sein
 
/
 
Nichtsein

```

Inkrementelle Alternativen
Vorhandene Definitionen können inkrementell mit Alternativen erweitert werden. Damit sind dezentrale Definitionen möglich, was allerdings zu Lasten der Übersichtlichkeit gehen kann, falls die Bestandteile einer Definition weit voneinander entfernt stehen. Der Name der Regel muss mit =/ wiederholt werden.
```
  
Status
             
=
 
Ja

  
…

  
Status
             
=/
 
Nein

  
…

  
Status
             
=/
 
WeissNicht

```

entspricht
```
  
Status
             
=
 
Ja
 
/
 
Nein
 
/
 
WeissNicht

```

### Vorrangfestlegung
Bei zusammengesetzten Ausdrücken gilt die folgende Bearbeitungsreihenfolge:
- Namen, Zeichenketten, Terminale
- Kommentare
- Bereiche
- Wiederholungen
- Gruppen und optionale Sequenzen
- Sequenzen
- Alternativen

Der RFC-Standard empfiehlt das Setzen von Gruppen zur eindeutigen Vorrangfestlegung bei gemischten Ausdrücken mit Sequenzen und Alternativen.

### Vordefinierte Regeln
Häufig gebrauchte Definitionen werden als core rules schon vordefiniert. Sie umfassen allgemeine Klassen wie Ziffern, Buchstaben und Leerräume.
| Regel  | = | Definition                                | Kommentar                                               | POSIX Zeichenklasse |
| ------ | - | ----------------------------------------- | ------------------------------------------------------- | ------------------- |
| ALPHA  | = | %x41-5A / %x61-7A                         | ; Groß- und Kleinbuchstaben A–Z bzw. a–z in ASCII       | [:alpha:]           |
| BIT    | = | "0" / "1"                                 | ; Die Werte eines Bits                                  |                     |
| CHAR   | = | %x01-7F                                   | ; jedes 7-bit US-ASCII Zeichen, bis auf das NUL-Zeichen |                     |
| CR     | = | %x0D                                      | ; Wagenrücklauf (englisch carriage return)              |                     |
| CRLF   | = | CR LF                                     | ; Internet standard für Zeilenumbruch                   |                     |
| CTL    | = | %x00-1F / %x7F                            | ; Kontrollzeichen                                       | [:cntrl:]           |
| DIGIT  | = | %x30-39                                   | ; Die Ziffern des Dezimalsystems 0-9                    | [:digit:]           |
| DQUOTE | = | %x22                                      | ; " (Anführungszeichen, engl. Double Quote)             |                     |
| HEXDIG | = | DIGIT / "A" / "B" / "C" / "D" / "E" / "F" | ; Die Ziffern des Hexadezimalsystems                    | [:xdigit:]          |
| HTAB   | = | %x09                                      | ; Horizontal-Tabulatorzeichen                           |                     |
| LF     | = | %x0A                                      | ; Zeilenvorschub (englisch linefeed)                    |                     |
| LWSP   | = | *(WSP / CRLF WSP)                         | ; linearer Leerraum (nach Zeilenenden)                  |                     |
| OCTET  | = | %x00-FF                                   | ; 8-bit-Daten                                           |                     |
| SP     | = | %x20                                      | ; Leerzeichen (englisch space)                          |                     |
| VCHAR  | = | %x21-7E                                   | ; sicht- und druckbare Zeichen                          | [:graph:]           |
| WSP    | = | SP / HTAB                                 | ; Leerraum (englisch white space)                       |                     |

## Beispiel
Zur Demonstration wird die Beispielsprachdefinition der EBNF-Variante auf ABNF adaptiert.
Sie erlaubt Programme mit einfachen Zuweisungen.
```
 
; ein Beispiel in ABNF - analog zum Beispiel der EBNF-Wikipediaseite

 
Programm
 
=
 
"PROGRAM"
 
Bezeichner

            
"BEGIN"

            
*
(
 
Zuweisung
 
";"
 
)

            
"END."

 
Zuweisung
 
=
 
Bezeichner
 
":="
 
(
 
Zahl
 
/

                               
Bezeichner
 
/

                               
String
 
)

 
Bezeichner
 
=
 
Buchstabe
 
*
(
 
Buchstabe
 
/
 
Ziffer
 
)

 
Zahl
 
=
 
[
 
"-"
 
]
 
1*
Ziffer

 
String
 
=
 
%x22
 
*
(
 
%x20-21
 
/
 
%x23-7E
 
)
 
%x22
 
; "beliebige sichtbare Zeichen ausser doppelten Anfuehrungszeichen"

 
Buchstabe
 
=
 
%x41-5A
 
; Bereich der Zeichen von "A" bis "Z"

 
Ziffer
 
=
 
DIGIT
      
; alle Ziffern

 
AlleZeichen
 
=
 
VCHAR
 
; alle sicht- und druckbaren Zeichen (wird hier nicht verwendet)

```

Das folgende willkürliche Programm passt zu der oben gegebenen Definition.
```
 
PROGRAM
 
WERTESETZEN

 
BEGIN

   
A
:=-
1234
;

   
B
:=
A
;

   
BEZEICHNER
:=
""
;

   
C
:=
BEZEICHNER
;

   
R2D2
:=
"
Piep
"
;

   
RESULTAT
:=
"
Erfolg
"
;

 
END
.

```

## Vergleich mit der EBNF
Zur Orientierung sind hier die Unterschiede zwischen ABNF und EBNF tabellarisch aufgeführt.
| In ABNF vorhanden                      | In EBNF vorhanden                | In EBNF verwendete Zeichen |
| -------------------------------------- | -------------------------------- | -------------------------- |
| Bereiche                               | –                                | –                          |
| Zeichencodes                           | –                                | –                          |
| inkrementelle Alternativen             | –                                | –                          |
| Wiederholungen mit Minimum und Maximum | –                                | –                          |
| Zeilenkommentar                        | Blockkommentar                   | (* … *)                    |
| –                                      | Alternatives „Anführungszeichen“ | '                          |
| –                                      | Ausnahmen (englisch exceptions)  | -                          |
| –                                      | Optionale Wiederholung           | { … }                      |
| –                                      | Explizites Terminatorzeichen     | ;                          |
| –                                      | Spezielle Sequenz                | ? … ?                      |

Beide Notationen erlauben den gleichen Umfang an Syntaxdefinitionen.